# Złotopol

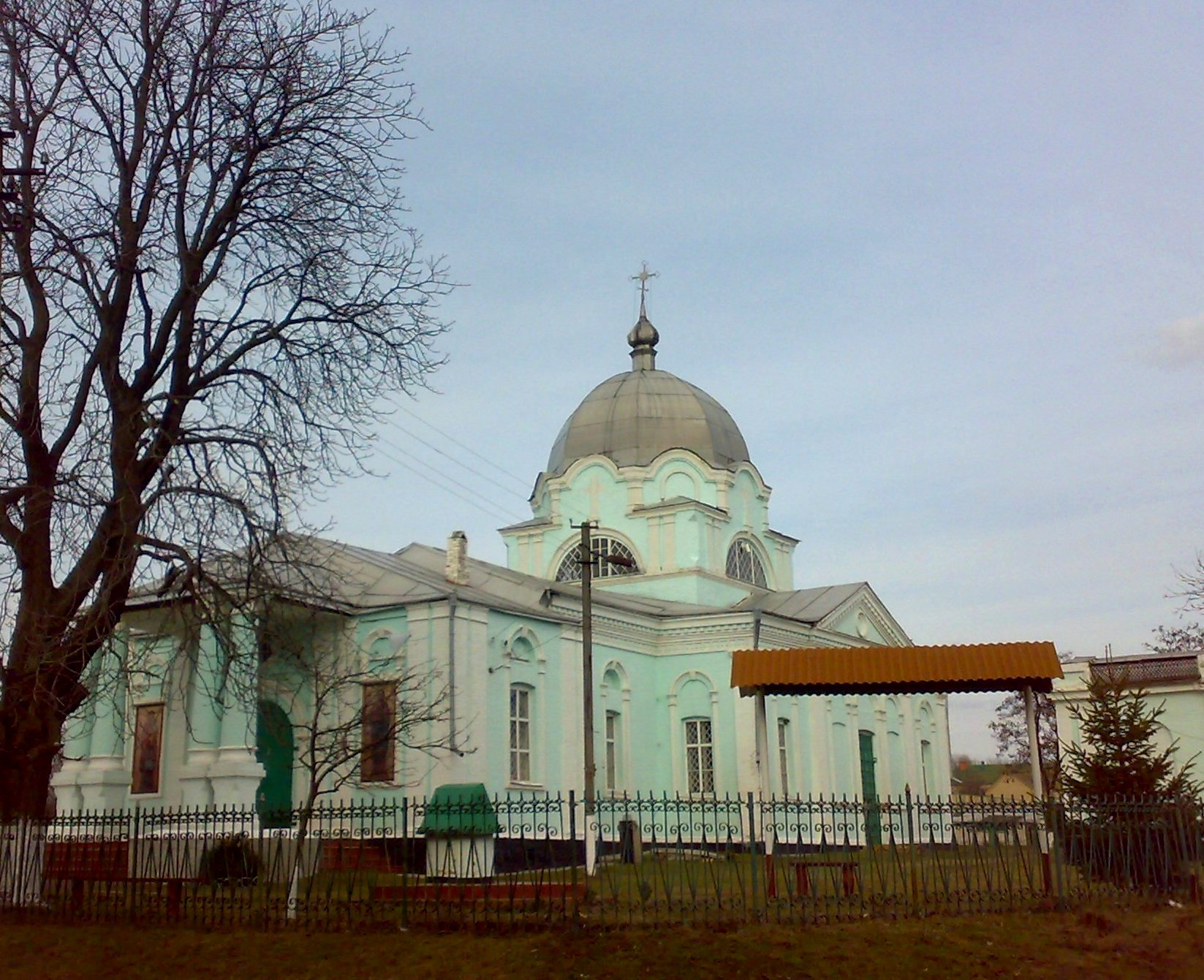
Cerkiew w Złotopolu

Złotopol (ukr. Златопіль), do 1787 Hulajpol – dzielnica Nowomyrhorodu, położona na północ od śródmieścia, na prawym brzegu Wysi Wielkiej; do 1959 miasto.

## Historia
W 1659 roku Sejm Rzeczypospolitej nadał dożywotnio Złotopol hetmanowi zaporoskiemu Pawłowi Teterze Morzkowskiemu, co spowodowało jego spór ze Stanisławem Koniecpolskim, który uważał go za swoją własność. Następnie własność Walewskich, a potem Lubomirskich. W XVIII wieku powstały pod miastem korytarze/katakumby.
W 1787 książę Franciszek Ksawery Lubomirski sprzedał Hulajpol razem z innymi dobrami śmilańskimi Grigorijowi Potiomkinowi. W tym czasie Złotopol był stanicą zimową wojsk polskich pod dowództwem Józefa Hoszowskiego, które strzegły pobliskiej granicy Rzeczypospolitej przebiegającej wzdłuż rzeczki Turya.
W XIX wieku znacznie wzrosła liczba ludności żydowskiej, która w 1900 roku stanowiła prawie połowę ludności miasteczka.
Siedziba dawnej gminy Złotopol w powiecie czehryńskim na Ukrainie.
2 maja 1919 r. ponad 100 Żydów zostało zamordowanych w pogromie przeprowadzonym przez chłopów ukraińskich.
Podczas okupacji hitlerowskiej, pod koniec 1941 roku Niemcy utworzyli getto dla żydowskich mieszkańców. Przebywało w nim około 1000 osób. W czerwcu 1942 roku Niemcy zlikwidowali getto, a Żydów zamordowali w okolicy miasta oraz koło Masłowa. Sprawcami zbrodni była niemiecka żandarmeria oraz ukraińska policja. 

## Kościół katolicki
W 1817 roku Maurycy Dziekoński ufundował tu katolicki kościół pod wezwaniem Maryi Niepokalanego Poczęcia. W 1819 roku jego kolatorem był marszałek czerkaski Franciszek Zaleski, a plebanem ksiądz Łukasz Ilnicki. Kościół ten w 1861 roku rozbudowano ze składek wiernych staraniem księdza Jaworowskiego.

## Znane osoby
W 1857 w Złotopolu urodziła się Anna Bilińska-Bohdanowiczowa – polska malarka.

## Hulajpol w literaturze
W Hulajpolu i okolicach rozgrywa się akcja powieści Stanica hulajpolska (1840–1841) polskiego powieściopisarza Michała Grabowskiego.
Miejscowości nie należy mylić z miastem Huliajpole.